# Enzo Favata
Enzo Favata (* 17. November 1956 in Alghero) ist ein italienischer Jazzmusiker (Tenor- und Sopraninosaxophon, Bassklarinette, Komposition). Er spielt auch ethnische Blasinstrumente aus Sardinien.

## Leben und Wirken
Favata spielte zunächst traditionelle Musik. Neugierde brachte ihn zum Jazz und schließlich zum Experimentieren mit elektronischer Musik und zum Komponieren von Filmmusik. 1983 begann er, in traditionellen Jazzbands zu spielen. 1988 gründete er ein Quartett, das am Modern Jazz ausgerichtet war und beim Sant’Anna Arresi Jazz Festival debütierte. Zunehmend mischte er in seinem 1992 begonnenen Jana-Projekt Jazz mit ethnischen Elementen aus verschiedenen Teilen der Welt. Daneben entwickelte er ein weiteres Projekt mit dem Gitarristen Marcello Peghin und dem Perkussionisten Roberto Pellegrini: Tangram Trio, eine experimentelle Gruppe im Bereich des zeitgenössischen Jazz und der Avantgarde, zwischen Minimalismus, Geräuschmusik und Underground.
1995 begann die Zusammenarbeit mit dem Label Robi Droli, mit dem Islà veröffentlicht wurde; dieses Album entstand gemeinsam mit dem Gitarristen Marcello Peghin, der Tablista Federico Sanesi und Riccardo Tesi auf dem diatonischen Akkordeon. Später arbeitete er auch mit Dino Saluzzi zusammen, ferner mit Mulatu Astatke, Trilok Gurtu, Enrico Rava, dem Art Ensemble of Chicago, Omar Sosa, Django Bates, Miroslav Vitouš, Dave Liebman, Anja Lechner, Lester Bowie, Flavio Boltro, Michel Marre und dem Metropole Orkest.
Seit 1993 wurde Favata auch als Komponist von Soundtracks bekannt, die er für Kino und Theater, Radio und Fernsehen verfasste. Zunächst entstand die Musik zum Spielfilm  ...con amore Fabia von Maria Teresa Camoglio, dann für Antonello Grimaldis The Sky is Ever Bluer.
Sein berühmtestes Werk ist Voyage en Sardaigne, das 1998 beim Label der linken Zeitung Il Manifesto veröffentlicht wurde und von 32 Musikern, darunter den wichtigsten Akteuren der sardischen Volksmusik, interpretiert wurde und auch bei der Frankfurter Buchmesse aufgeführt wurde. Es folgte Atlantico, eine Reise, die in Sardinien beginnt und den Ozean auf der Suche nach Berührungspunkten mit der argentinischen Musik überquert.
Favata ist seit 2001 Leiter des Festivals Musica sulle Bocche, das jeden Sommer in Santa Teresa di Gallura unter Beteiligung internationaler Gäste stattfindet.

## Diskographische Hinweise
- 1987 – Tangos de La Tardor (LMJ) mit D.D Band
- 1991 – Frammenti (autoprodotto) mit Zurru
- 1992 – Jana (Il ponte sonoro)
- 1995 – Islà (CGD)
- 1997 – Ajò (Robi Droli) Quartett mit Dino Saluzzi
- 1998 – Voyage en Sardaigne (Robi Droli/Il manifesto)
- 1999 – Atlantico – (Il Manifesto)
- 2001 – Boghes and Voices  (Harmonia Mundi)
- 2003 –  Enzo Favata Quintetto e Tenores di Bitti Made in Sardinia (CCn'c Records / Il manifesto)
- 2004 – Crossing (IRD)
- 2005 – No Man's Land (Sixelectrix/Splasch Records)
- 2007 – Enzo Favata tentetto feat. Tenores di Bitti The New Village (Il Manifesto)
- 2008 – Jeux d’enfant (Comar 23)
- 2018 – Inner Roads (Jazzit Records, 2018)